# Конштантину де Браганса

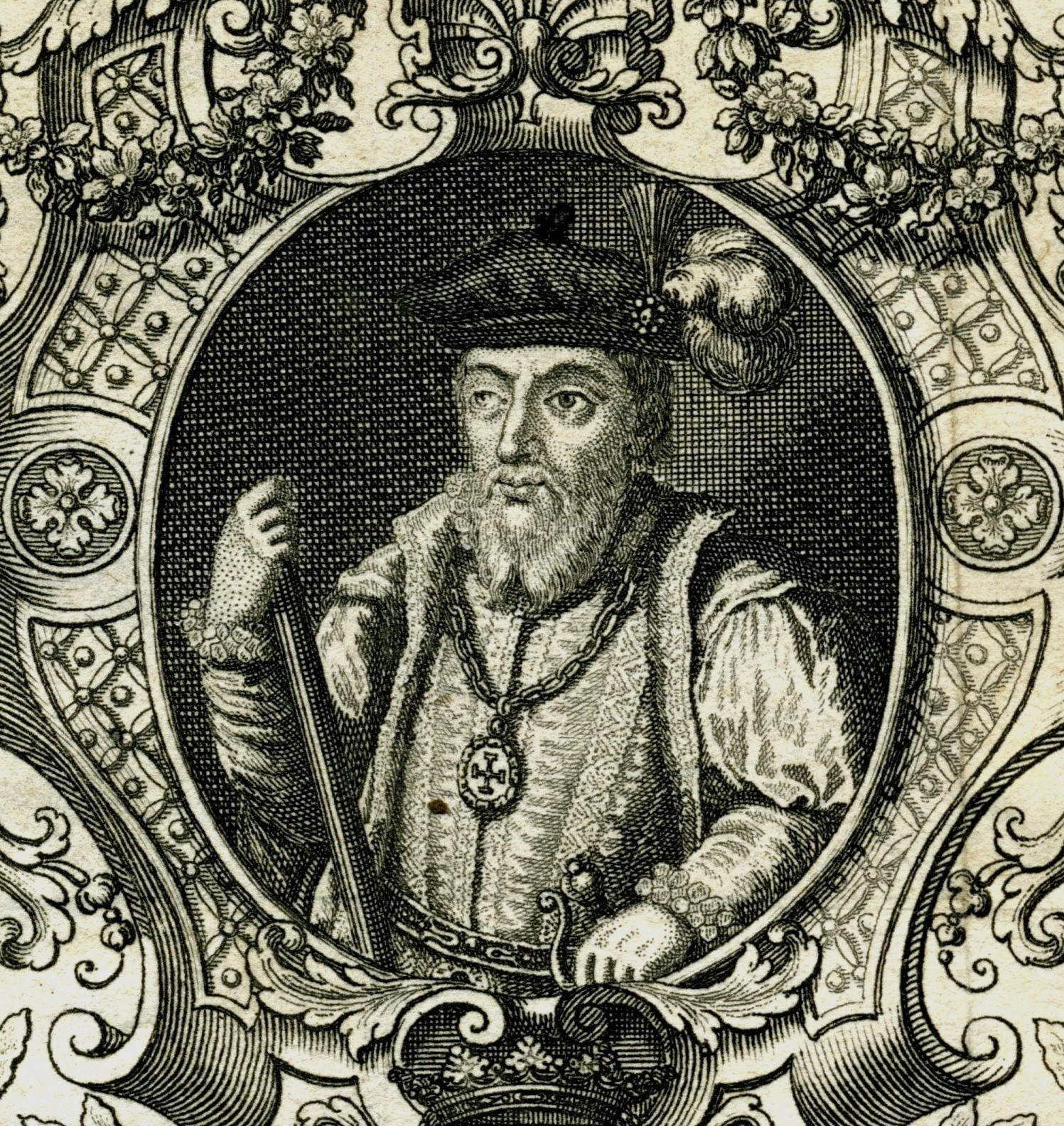

Конштантину де Браганса (порт. Constantino of Braganza; 1528, Королевство Португалия — 1575) – герцог, португальский государственный деятель, колониальный администратор, вице-король Португальской Индии (1558—1561) и губернатор (capitão) островов Кабо-Верде (1562-?),  Конкистадор, активный участник завоевания Португалией королевства Джафна.

## Биография
Аристократ. Представитель Браганского дома.
Сын Жайме герцога Браганса.
В 19-летнем возрасте был назначен специальным послом короля Португалии Жуана III на церемонию крещения сына короля Франции Генриха II.
В марте 1558 г. Екатерина Австрийская, вдова короля Жуана III и регент при малолетнем короле Себаштиане назначили Конштантину вице-королём Португальской Индии.
Конштантину покинул Лиссабон с заданием укреппить португальские владения в Азии и сообщить о смерти короля Жуана III. Его инструкции также содержали очень чёткую  программу Контрреформации. Период его пребывания в должности (1558-1561) ознаменовался многими важными событиями для истории Португальской Индии: завоеванием Джафна (на побережье Гуджарата) в 1559 году и Джафанапатану (на Цейлоне) в 1560 году ; защитой от османской осады португальского Бахрейна в 1559 г.; направлением португальских представителей в Эфиопию; и другими войнами .
Иизвестен также тем, что ввёл в Индии инквизицию и основал в Гоа архиепископство. Кроме того, епископства были созданы им в Кочине и Малакке, оба в 1560 году. Конштантину де Браганса
был особенно близок к миссионерским проектам и поддерживал политику политической и религиозной жестокости в отношении мусульман, индуистов, евреев и протестантов. Был известен как «миссионер».